# Lac Fraser
Lac Fraser är en sjö i Kanada.   Den ligger i regionen Estrie och provinsen Québec, i den sydöstra delen av landet, 270 km öster om huvudstaden Ottawa. Lac Fraser ligger 260 meter över havet. Arean är 1,6 kvadratkilometer. Den sträcker sig 1,9 kilometer i nord-sydlig riktning, och 1,4 kilometer i öst-västlig riktning.
I omgivningarna runt Lac Fraser växer i huvudsak lövfällande lövskog. Runt Lac Fraser är det ganska glesbefolkat, med 39 invånare per kvadratkilometer.